# Annette Klug
Annette Klug (Singen, 24 januari 1969) is een schermer uit Duitsland.
In 1986 werd Klug nationaal kampioen bij de junioren.
Op de Olympische Zomerspelen in 1988 behaalde Klug met het West-Duitse floret-team de gouden medaille. Klug speelde zelf in de voorrondes tegen Groot-Brittannië en de Verenigde Staten, in de finale was ze reserve, maar toch kreeg ze de gouden medaille als onderdeel van het team.
1960: Gorochova, Petrenko, Proedskova, Rastvorova, Sjisjova, Zabelina ·
1964: Juhász-Nagy, Marosi, Mendelényi-Ágoston, Sákovics-Dömölky, Ildikó Ujlaki-Rejtő ·
1968: Gorochova, Petrenko-Samoesenko, Novikova, Tsjirkova, Zabelina ·
1972: Belova-Novikova, Gorochova, Petrenko-Samoesenko, Tsjirkova, Zabelina ·
1976: Belova-Novikova, Giljazova, Knjazeva, Sidorova, Nikonova ·
1980: Begard, Brouquier, Gaudin, Muzio, Trinquet ·
1984: Bischoff, Funkenhauser, Hanisch, Weber, Wessel ·
1988: Bau, Fichtel, Funkenhauser, Klug, Weber ·
1992: Bianchedi, Bortolozzi, Trillini, Vaccaroni, Zalaffi ·
1996: Bortolozzi, Trillini, Vezzali ·
2000: Bianchedi, Giacometti, Trillini, Vezzali ·
2008: Boiko, Lamonova, Nikichina, Sjanajeva ·
2012: Errigo, Di Francisca, Salvatori, Vezzali ·
2020: Deriglazova, Zagidoellina, Korobejnikova, Martjanova ·
2024: Dubrovich, Kiefer, Scruggs, Weintraub